# Chattahoochee (canção)
"Chattahoochee" é uma canção co-escrita e gravada pelo cantor country estadunidense Alan Jackson. Foi lançada em maio de 1993 como o terceiro single de seu álbum A Lot About Livin' (And a Little 'bout Love). Jackson escreveu a canção com Jim McBride.
"Chattahoochee" foi também premiada pela CMA como Single do Ano e Canção do Ano.

## Composição
Alan Jackson fala sobre a canção no encarte de The Greatest Hits Collection: "Jim McBride e eu estávamos tentando escrever uma canção e Jim veio com a linha 'way down yonder on the Chattahoochee'. Meio que saiu dali. É uma canção sobre se divertir, crescer e chegar maturidade em uma cidade pequena - o que realmente se aplica a qualquer um em todo o país, não apenas de Chattahoochee. Nós nunca pensamos que seria tão grande como se tornou". 

## Recepção crítica
Kevin John Coyne do Country Universe deu a canção uma nota A, dizendo que a canção poderia ter um bom desempenho, porque "olhava para trás na inocência da adolescência com espanto e carinho para esse período transitório da vida".

## Desempenho nas paradas
"Chattahoochee" estreou como número 72 na  U.S. Billboard Hot Country Singles & Tracks durante a semana de 15 de maio de 1993.
| Parada (1993)                                | Melhor posição |
| -------------------------------------------- | -------------- |
| Canada Country Tracks (RPM)                  | 1              |
| Estados Unidos (Billboard Hot 100)           | 46             |
| Estados Unidos (Billboard Hot Country Songs) | 1              |

### Paradas de fim de ano
| Parada (1993)                | Posição |
| ---------------------------- | ------- |
| Canada Country Tracks (RPM)  | 8       |
| US Country Songs (Billboard) | 1       |

## Presença em "América - Rodeio"

Trilha sonora complementar "América Rodeio", que a canção de Alan Jackson esteve incluída.

A canção foi incluída na trilha sonora complementar da telenovela da Rede Globo, "América" de Glória Perez, exibida em 2005, como tema do personagem "Carreirinha", interpretado por Matheus Nachtergaele.